# Cerithidea decollata
Cerithidea decollata är en snäckart som beskrevs av Carl von Linné 1758. Cerithidea decollata ingår i släktet Cerithidea och familjen Potamididae. IUCN kategoriserar arten globalt som livskraftig. Inga underarter finns listade i Catalogue of Life.